# Miriam Bernstein-Cohen

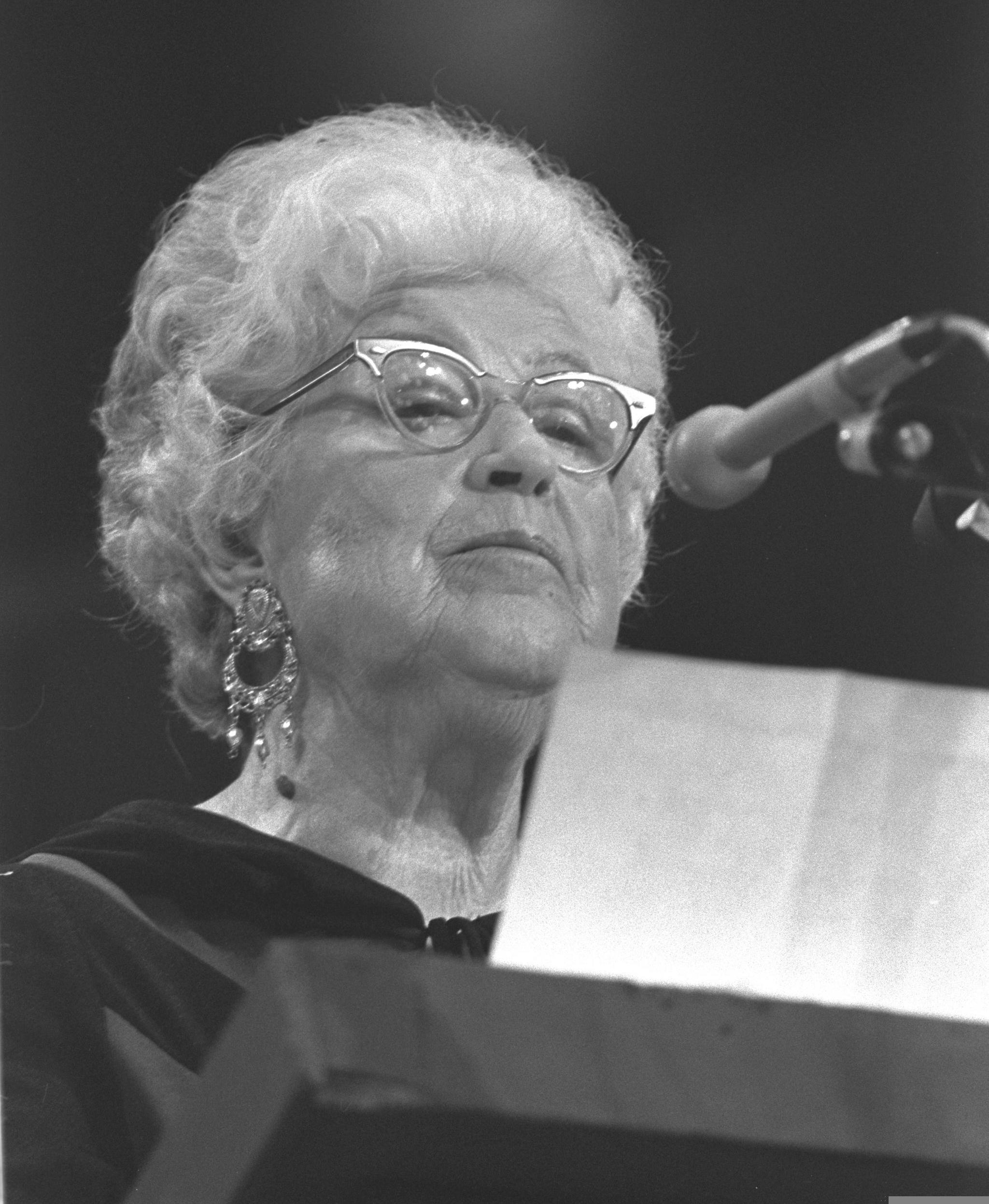
Miriam Bernstein-Cohen (1975)

Miriam Bernstein-Cohen (hebräisch מרים ברנשטיין-כהן; geboren am 14. Dezember 1895 in Chișinău; gestorben am 4. April 1991 in Tel Aviv) war eine israelische Schauspielerin, Autorin und Übersetzerin.

## Leben

### Kindheit in der Sowjetunion
Bernstein-Cohen wurde in Chișinău, damals Hauptstadt des Gouvernements Bessarabien des Russischen Kaiserreichs, geboren. Sie war die Tochter des Arztes und Zionistenführers Jacob Bernstein-Kogan. Bernstein-Cohen wuchs zunächst in Chișinău auf. Nach dem Pogrom von 1903 zog die Familie nach Charkiw.
Bereits in Chișinău brachten ihre Eltern Bernstein-Cohen das Theaterspiel näher. So führte sie mit ihren Schwestern und Freunden zu Hause Kindertheater auf. In Charkiw besuchte sie das deutsche Gymnasium. Dort trat sie auch in Schultheatern auf.

### Erste Auswanderung nach Palästina und Rückkehr nach Chişinău
Nach der Russischen Revolution von 1905 (nach anderen Angaben spätestens 1907) zog die Familie nach Palästina. Bei der Gelegenheit änderte der Vater den Namen der Tochter von Maria zu Miriam. Jacob Bernstein-Kogan arbeitete als Arzt in Untergaliläa, Petach Tikwa und Jaffa. Miriam besuchte das Hebräische Herzlia-Gymnasium und spielte in hebräischen und französischen Theaterstücken mit.
Nachdem sich der Gesundheitszustand des Vaters und der Schwestern Miriams verschlechtert hatte, kehrte die Familie nach Chișinău zurück. Zurück in Chișinău besuchte Bernstein-Cohen das Deutsche Gymnasium. Auch dort spielte sie weiter Theater.

### Studium
Obwohl sie Schauspielerin werden wollte, studierte sie nach dem Gymnasium dem Wunsch ihres Vaters entsprechend Medizin. Sie zog dafür nach Charkiw, damit sie zugleich heimlich die dortige Schauspielschule besuchen konnte. Die Studiengebühren verdiente sie sich als Privatlehrerin.
Während des Ersten Weltkriegs arbeitete sie als Pflegerin in einem Militärspital. 1918 schloss sie ihr Medizinstudium ab. Sie schloss auch ihre Studien an der Schauspielschule ab und ging im selben Jahr nach Moskau, wo sie bei Konstantin Sergejewitsch Stanislawski studierte.

### Wanderjahre in Europa und Palästina

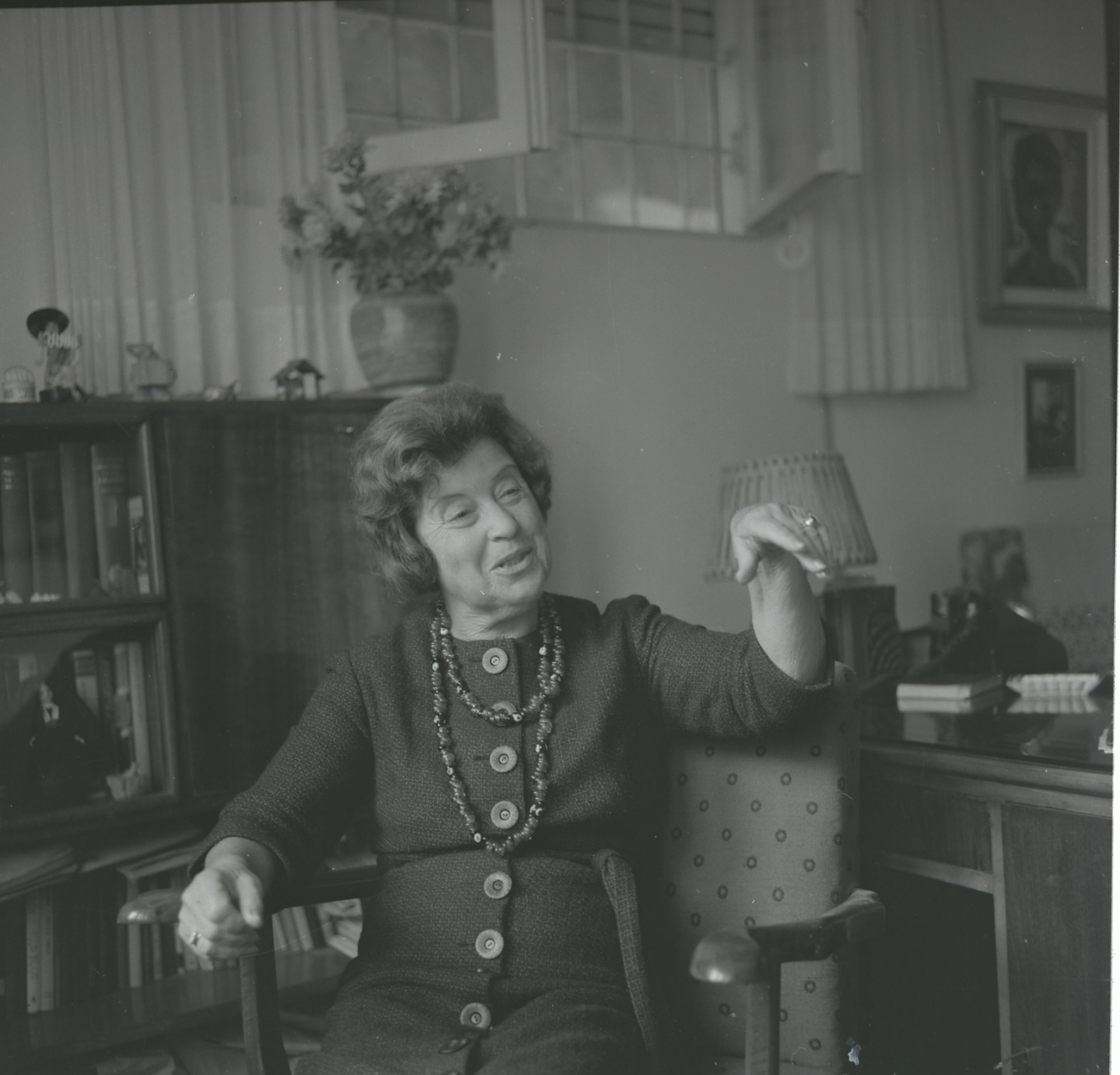
Miriam Bernstein-Cohen (1964)

Sie reiste durch die Sowjetunion und spielte in verschiedenen Theatergruppen mit. 1920 reiste sie nach Italien. 1921 kehrte sie nach Palästina zurück. In Palästina wurde sie Teil des Te’atron Ivri, der ersten professionellen Theatergruppe in Palästina unter der Leitung von David Davidow. Zudem arbeitete sie als Lehrerin im Theaterclub des Hebräischen Gymnasiums in Herzlia. Nach Davidows Weggang 1922 wirkte Bernstein-Cohen als Regisseurin.
Nachdem sich die Gruppe zu einem kommerziellen Unternehmen entwickelt hatte und in Tel Aviv in häufig wechselnden Stücken aufgetreten war, wünschten einige der Mitglieder eine Pause und gingen nach Berlin. Dort gründeten sie im September 1923 das Teatron Erez Israeli (Palästina-Theater). Die erste Aufführung des Theaters, Belshazzar, war sehr erfolgreich. Bernstein-Cohen bekam in der Folge Rollen in drei deutschen Filmen. 1925 kehrte die Theatergruppe nach Palästina zurück. Im selben Jahr wurde Bernstein-Cohen Herausgeberin von Te’atron ve-omanut, der ersten Theater- und Kunstzeitschrift Palästinas, die bis 1928 erschien.
Nachdem sich das Teatron Erez Israeli 1926 wegen interner Spannungen aufgelöst hatte, reiste sie nach Osteuropa und nach Südafrika. In Osteuropa und Südafrika lehrte sie und trat auf der Bühne auf. In den baltischen Staaten blieb sie fünf Jahre. In Lettland, wahrscheinlich 1929 in Tukums, heiratete sie zum dritten Mal, nämlich ihren Bühnenpartner Michael Gor.

### Niederlassung in Palästina und Karriere in Israel

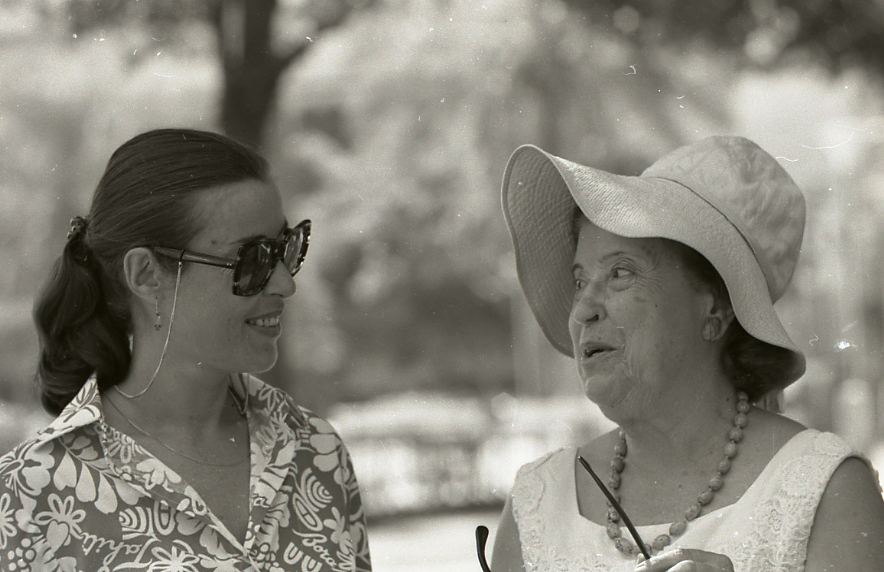
Miriam Bernstein-Cohen 1969 im Café California in Tel Aviv

Nach der Geburt der gemeinsamen Tochter Aviva 1933 in Riga kehrten Bernstein-Cohen und Gor nach Palästina zurück. Zusammen gründeten sie das Komödientheater Ha-Komediyah ha-Eretsyisra’elit, dem aber wegen wirtschaftlicher Schwierigkeiten, Unstimmigkeiten mit den Schauspielern und Plünderungen während des Arabischen Aufstands 1936 kein dauerhafter Erfolg beschieden war. Von da an verzichtete Bernstein-Cohn auf die Gründung eigener Theater und widmete sich dem Schreiben und Übersetzen und gab Lesungen und Theaterunterricht. Während des Israelischen Unabhängigkeitskriegs trat sie für die Streitkräfte auf.
Auf die Theaterbühne kehrte sie 1952 nach sechzehnjähriger Pause zurück, als sie im Theater Cameri in Nebenrollen auftrat. 1964 zog sie sich von diesem Engagement zurück. Anschließend inszenierte sie bis in die frühen 1970er-Jahre Theaterabende im Tzavta-Theater.
Bernstein-Cohen trat im Verlauf ihrer Karriere weiter im Ohel-, im Matateh- und im Haifa-Theater auf. Sie zog sich im Alter von 80 Jahren von der Bühne zurück, nachdem ihr Gehör nachgelassen hatte.

### Ruhestand
Nachdem sie sich aus dem Berufsleben zurückgezogen hatte, lebte sie bei ihrem Sohn im Kibbutz Palmahim. Als dieser in die USA auswanderte, zog sie in ein Altersheim in Ramat Efal. Die letzten Jahre verbrachte sie in einem Pflegeheim.

## Privatleben

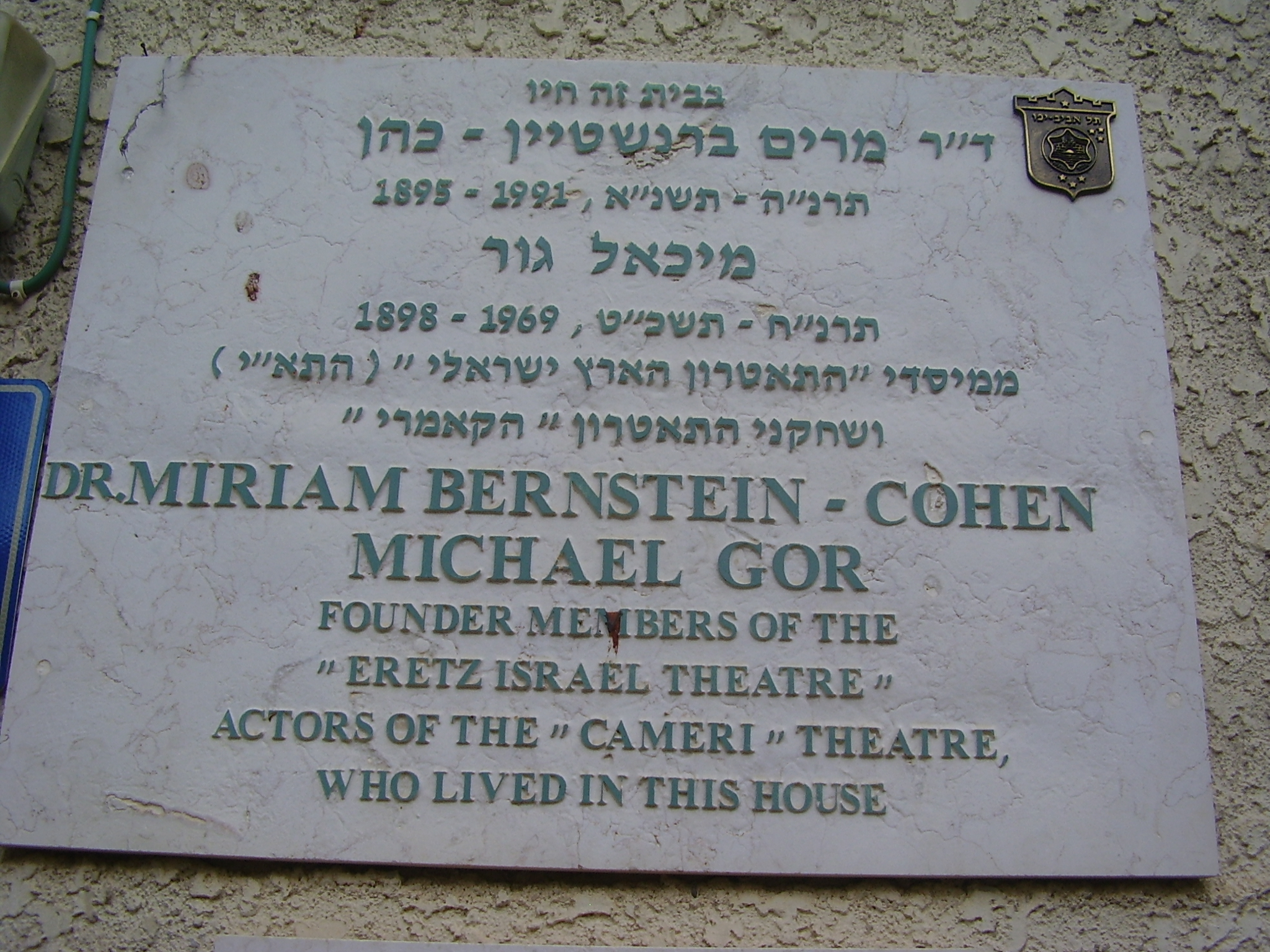
Erinnerungsplakette am Wohnhaus von Bernstein-Cohen und Michael Gor in Tel Aviv

Bernstein-Cohen war drei Mal verheiratet. Die 1917 geschlossene Ehe mit einem 17 Jahre älteren Anwalt hielt nicht lange. 1921 heiratete sie in Italien einen Schauspieler, den sie in Bessarabien kennengelernt hatte. Im selben Jahr gebar sie in Palästina einen gemeinsamen Sohn. Die Ehe wurde 1926 geschieden. Ihren dritten Ehemann Michael Gor heiratete sie vermutlich 1929 im litauischen Tukums. Die gemeinsame Tochter gebar sie 1933 in Riga. Gor starb 1969.

## Werk
Bernstein-Cohens schauspielerisches Repertoire umfasste sowohl komödiantische als auch ernste Rollen. Sie übernahm neben ihren Engagements in verschiedenen Theatern Rollen in israelischen Filmen wie Fortuna (1966) oder Queen of the Road (1971). Sie spielte zudem in deutschen und amerikanischen Filmen sowie in TV-Dramen mit. Sie adaptierte auch Theaterstücke für den Hörfunk und hatte zusammen mit Giora Manor eine Radiosendung.
Bernstein-Cohen verfasste im Lauf ihres Lebens zudem Texte über das Theater, belletristische Texte wie Romane sowie eine Autobiografie. Ihre Gedichte wurden in Zeitungen und Büchern publiziert. Sie sprach fließend Russisch, Hebräisch, Deutsch, Französisch und Englisch. Sie lernte zudem Italienisch und als Teil ihres Medizinstudiums Latein. Diese Sprachkenntnisse nutzte sie, um literarische Werke ins Hebräische zu übersetzen. Zu den von ihr übersetzten Autoren gehörten Alexander Puschkin, Leo Tolstoij, Guy de Maupassant, Henri Barbusse, Luigi Pirandello und Pearl S. Buck.
Sie lehrte zudem Theater und Literatur. Unter anderem unterrichtete sie an der Beit Zvi School of Drama in Ramat Gan.

## Preise und Auszeichnungen
- 1975: Israel-Preis für Theater

## Filmografie
- 1956: Ma'aseh B'Monit – Regie: Larry Frisch
- 1966: Fortuna – Regie: Menahem Golan
- 1971: Malkat Hakvish – Regie: Menahem Golan
- 1972: Weder bei Tag noch bei Nacht (Lo B'Yom V'Lo B'Layla) – Regie: Steven Hilliard Stern
- 1978: Sus'etz – Regie: Yaky Yosha

## Schriften
- Mefisto. Mitspeh, Tel Aviv 1938 (hebräisch, 347 S., Roman).
- Be-Erets Ofir. Shevilim, Tel Aviv 1940 (hebräisch, 70 S., nach andern Angaben 1939 erschienen).
- Tavʻerah. N. Ṭversḳi, Tel Aviv 1947 (hebräisch, 256 S., Roman).
- Ḥavah u-benoteha. ʻIdit, Tel Aviv 1953 (hebräisch, 304 S.).
- Ishah ba-derakhim. Tel Aviv 1954 (hebräisch, 300 S., Erzählungen).
- Demamot. Alef, Tel Aviv 1961 (hebräisch, 63 S., Gedichte).
- Be-‘Olam ha-ashlayot. Tel Aviv 1961 (hebräisch, 261 S., Studien zu Bühnenfragen).
- Toldot ha-te’atron me-reshito ve-‘ad yamenu. Tel Aviv 1961 (hebräisch, 223 S., Geschichte des Theaters).
- Ben yom le-yom. Tel Aviv 1967 (hebräisch, 198 S., Kurzgeschichten).
- Ke-Tipah ba-yam. Massada, Ramat-Gan 1971 (hebräisch, 247 S., Autobiografie, Nebentitel: A drop in the sea).
- Shorashim ba-mayim. ha-Ḳibuts ha-meʼuḥad, Tel Aviv 1975 (hebräisch, 167 S., Roman, nach anderen Angaben 1976 erschienen).